# Внуки (Мядельський район)
Внуки (біл. вёска Ўнукі) — село в складі Мядельського району Мінської області, Білорусь. Село підпорядковане Нарачанській сільській раді, розташоване в північній частині області.